# Liliana Popescu
Liliana Popescu (geboren als Liliana Barbulescu; 5 februari 1982) is een Roemeense middellangeafstandsloopster, die is gespecialiseerd in de 800 m en de 1500 m. Ze is meervoudig Roemeens kampioene in deze disciplines.

## Biografie

### Eerste successen
Op zeventienjarige leeftijd werd Popescu zesde op de 1500 m bij de wereldkampioenschappen voor junioren in Bydgoszcz. In 2003 behaalde ze haar eerste succes op een groot toernooi met het winnen van gouden medaille op de 800 m bij de universiade. Met een tijd van 2.00,06 versloeg ze de Poolse Anna Zagórska (zilver; 2.00,11) en de Russische Irina Vashentseva (brons; 2.00,77). In 2006 veroverde ze op de Roemeense kampioenschappen 800 m een gouden medaille.
In het jaar daarop werd ze nationaal kampioene op de 1500 m. Op de wereldkampioenschappen in Osaka sneuvelde ze in de halve finale van de 800 m in 2.00,07.

### Doping
In 2008 begon ze het jaar met een zesde plaats op de 1500 m bij de wereldindoorkampioenschappen in Valencia. Toen naderhand bekend werd, dat de twee Russinnen Jelena Soboleva en Joelia Fomenko, die in deze finale het goud en zilver hadden veroverd, beiden het dopingreglement hadden overtreden en in verband hiermee hun plakken weer moesten inleveren, schoof zij alsnog op naar de vierde plaats. Later dat jaar werd ze Roemeens kampioene op zowel de 800 m als de 1500 m.
Hierna werd zijzelf geschorst na een positieve dopingtest. Bij een controle eind mei in Algiers werden in haar bloed sporen van Erytropoëtine (epo) aangetroffen. Hierdoor was ze uitgesloten van de Olympische Spelen van Peking. Ook de door Eleodor Rosca getrainde Roemeense atletes Elena Antoci en Christina Vasiloiu werden om dezelfde reden uit de Roemeense selectie verwijderd. Popescu werd uiteindelijk gestraft met een schorsing van twee jaar, van 29 mei 2008 tot en met 28 mei 2010. Bovendien werden alle behaalde resultaten, behaald vanaf 29 mei 2008, ongeldig verklaard.

### EK 2010
Nadat Popescu haar straf had uitgezeten, nam zij in 2010 deel aan de Europese kampioenschappen in Barcelona. In haar serie 1500 m bleek zij echter nog geen schim van de atlete van enkele jaren ervoor en beëindigde zij haar wedstrijd voortijdig.

## Titels
- Universitair kampioene 800 m - 2003
- Roemeens kampioene 800 m - 2006, 2008
- Roemeens kampioene 1500 m - 2007, 2008

## Persoonlijke records
Outdoor
| Onderdeel | Prestatie | Datum        | Plaats    |
| --------- | --------- | ------------ | --------- |
| 400 m     | 53,81 s   | 25 juli 2006 | Boekarest |
| 800 m     | 1.59,34   | 25 mei 2008  | Boekarest |
| 1000 m    | 2.40,61   | 9 juni 2005  | Ostrava   |
| 1500 m    | 4.00,35   | 24 mei 2008  | Boekarest |

Indoor
| Onderdeel | Prestatie | Datum            | Plaats    |
| --------- | --------- | ---------------- | --------- |
| 800 m     | 2.00,41   | 8 februari 2008  | Peanía    |
| 1500 m    | 4.03,33   | 15 februari 2008 | Boekarest |

## Palmares

### 800 m
- 1999: 5e WK U18 - 2.11,97
- 2003:  Universiade - 2.00,06
- 2004: 4e in serie WK indoor - 2.04,75
- 2007: 5e in ½ fin. WK - 2.00,07

### 1500 m
- 2008: 6e WK indoor - 4.07,61
- 2010: DNF serie EK

### 4 x 400 m
- 2000:  WK U20 - 3.34,49